# Elecciones estatales de Chihuahua de 2024
Las elecciones estatales de Chihuahua de 2024 se llevaron a cabo el domingo 2 de junio de 2024 y en ellas se renovarán los siguientes cargos de elección popular del estado mexicano de Chihuahua:
- 33 diputados del Congreso del Estado: 22 diputados electos por mayoría relativa y 11 designados mediante representación proporcional para integrar la LXVIII legislatura.
- 67 ayuntamientos: Compuestos por un presidente municipal elegido por mayoría y un grupo de regidores designados todos ellos por un sistema de lista mediante representación proporcional.[5] Electos para un periodo de tres años.
- 67 síndicos. Encargados de la fiscalización de los Ayuntamientos.

## Organización

### Partidos políticos
En las elecciones estatales tienen derecho a participar nueve partidos políticos. Siete son partidos políticos con registro nacional: Partido Acción Nacional (PAN), Partido Revolucionario Institucional (PRI), Partido de la Revolución Democrática (PRD), Partido del Trabajo (PT), Partido Verde Ecologista de México (PVEM), Movimiento Ciudadano (MC) y Movimiento Regeneración Nacional (Morena). Y dos partidos políticos estatales: Partido México Republicano (PMR) y Partido Pueblo.

### Distritos electorales
Para la elección de diputados de mayoría relativa del Congreso del Estado de Chihuahua el estado se divide en 22 distritos electorales. La distritación electoral vigente fue publicada por el Instituto Nacional Electoral en junio de 2022.
| Distrito | Cabecera            | Municipios | Mapa |
| -------- | ------------------- | ---------- | ---- |
| 1        | Nuevo Casas Grandes | 7          |      |
| 2        | Ciudad Juárez       | 1          |      |
| 3        | Ciudad Juárez       | 1          |      |
| 4        | Ciudad Juárez       | 1          |      |
| 5        | Ciudad Juárez       | 1          |      |
| 6        | Ciudad Juárez       | 1          |      |
| 7        | Ciudad Juárez       | 1          |      |
| 8        | Ciudad Juárez       | 1          |      |
| 9        | Ciudad Juárez       | 1          |      |
| 10       | Ciudad Juárez       | 1          |      |
| 11       | Meoqui              | 10         |      |
| 12       | Chihuahua           | 1          |      |
| 13       | La Junta            | 14         |      |
| 14       | Cuauhtémoc          | 1          |      |
| 15       | Chihuahua           | 1          |      |
| 16       | Chihuahua           | 1          |      |
| 17       | Chihuahua           | 1          |      |
| 18       | Chihuahua           | 1          |      |
| 19       | Delicias            | 1          |      |
| 20       | Camargo             | 10         |      |
| 21       | Hidalgo del Parral  | 13         |      |
| 22       | Guachochi           | 9          |      |

## Resultados electorales

### Ayuntamientos
|  | 26.40 % |

|  | 9.75 % |

|  | 1.86 % |

|  | 3.24 % |

|  | 3.48 % |

|  | 7.94 % |

|  | 38.35 % |

|  | 1.10 % |

|  | 2.88 % |

|  | 95.07 % |

|  | 4.93 % |

### Sindicaturas

Distribución de las sindicaturas de Chihuahua por partido político:
Juntos por el Bien de Chihuahua
Sigamos Haciendo Historia en Chihuahua
Partido Revolucionario Institucional
Partido de la Revolución Democrática
Partido Verde Ecologista de México
Partido del Trabajo
Movimiento Ciudadano
México Repúblicano Chihuahua
Empate

|  | 24.55 % |

|  | 10.30 % |

|  | 1.81 % |

|  | 3.26 % |

|  | 3.49 % |

|  | 8.34 % |

|  | 40.11 % |

|  | 0.88 % |

|  | 2.24 % |

|  | 95.11 % |

|  | 4.89 % |

### Congreso del Estado de Chihuahua

Distribución de los distritos de Chihuahua por coalición política:
Juntos por el Bien de Chihuahua
Sigamos Haciendo Historia en Chihuahua

|  | 25.31 % |

|  | 10.05 % |

|  | 1.76 % |

|  | 3.61 % |

|  | 3.11 % |

|  | 7.96 % |

|  | 39.49 % |

|  | 1.11 % |

|  | 2.13 % |

|  | 5.47 % |

|  | 100 % |